# Agadez (regió)
Agadez és una regió del Níger. Cobreix 634.209 km². La capital del departament és Agadez.
Està dividida en 3 departaments:
- Arlit
- Bilma
- Tchirozerine

Limita amb Líbia, Algèria el Txad i Mali i amb les regions nigerines de Diffa, Zinder, Maradi i Tahoua.